# 2014–15年女子曲棍球世界聯賽決賽
2014–15年女子曲棍球世界聯賽決賽為第二屆女子曲棍球世界聯賽決賽。於2015年12月5日至13日在阿根廷羅薩里奧舉行。總共有8支球隊來爭奪冠軍。
阿根廷在決賽時以5–1擊敗紐西蘭，獲得冠軍，德國則以6–2擊敗中國，獲得季軍。